# Thamnobryum liesneri
Thamnobryum liesneri är en bladmossart som beskrevs av Bruce H. Allen och David Maughan Churchill 2002. Thamnobryum liesneri ingår i släktet rävsvansmossor, och familjen Neckeraceae. Inga underarter finns listade i Catalogue of Life.